# Hongkong na Mistrzostwach Świata w Lekkoatletyce 2011
Hongkong na Mistrzostwach Świata w Lekkoatletyce 2011 reprezentowany był przez dwóch zawodników.

## Występy reprezentantów Hongkongu

### Mężczyźni

#### Konkurencje biegowe
| Konkurencja  | Zawodnik    | Runda 1  | Runda 1 | Runda 2  | Runda 2 | Półfinał | Półfinał | Finał    | Finał   |
| Konkurencja  | Zawodnik    | Rezultat | Pozycja | Rezultat | Pozycja | Rezultat | Pozycja  | Rezultat | Pozycja |
| ------------ | ----------- | -------- | ------- | -------- | ------- | -------- | -------- | -------- | ------- |
| Bieg na 100m | Tsui Chi Ho | 10,45    | 2 Q     | 10,65    | 44      |          |          |          |         |

### Kobiety

#### Konkurencje biegowe
| Konkurencja               | Zawodnik     | Runda 1  | Runda 1 | Runda 2  | Runda 2 | Półfinał | Półfinał | Finał    | Finał   |
| Konkurencja               | Zawodnik     | Rezultat | Pozycja | Rezultat | Pozycja | Rezultat | Pozycja  | Rezultat | Pozycja |
| ------------------------- | ------------ | -------- | ------- | -------- | ------- | -------- | -------- | -------- | ------- |
| Bieg na 100m przez płotki | Poon Pak Yan |          |         | 14,04    | 36      |          |          |          |         |